# Festubert
Festubert é uma comuna francesa na região administrativa de Altos da França, no departamento de Pas-de-Calais. Estende-se por uma área de 7,64 km². Em 2010 a comuna tinha 1 321 habitantes (densidade: 172,9 hab./km²).